# Knikkebeen
Knikkebeen (Engels: Crookshanks) is de rode Kwistel van Hermelien Griffel in de Harry Potter-boekenreeks van de Britse schrijfster J.K. Rowling.
Knikkebeen is een grote, erg sterk gebouwde Kwistel met opvallend kromme voorpoten. Zijn naam in de originele Engelse boeken, Crookshanks, betekent dan ook letterlijk "kromme benen". Verder wordt er in de boeken geschreven dat hij een afgeplatte kop heeft en een staart als een flessenborstel. Hermelien heeft de Kwistel gekocht in de dierenwinkel genaamd de Betoverende Beestenbazaar, 
aan de Wegisweg, de toverwinkelstraat van Londen. Ze kocht hem omdat niemand anders hem wilde, en ze medelijden met hem had.
Knikkebeen is eigenlijk slechts voor de helft een kat: J.K. Rowling heeft bevestigd dat Knikkebeen een kruising is tussen een fabeldier en een kat. Hierdoor is Knikkebeen ook beduidend slimmer dan de gemiddelde huiskat, wat ook blijkt uit de boeken. Zo doorziet Knikkebeen bijvoorbeeld de vermomming van Peter Pippeling, die een Faunaat bleek te zijn en zich in Schurfie, de rat van Ron Wemel, veranderde. Ook doorzag Knikkebeen de vermomming van Sirius Zwarts, die als grote zwarte hond het Zweinstein-terrein betrad.